# Zombozo
Zombozo el Payaso es un personaje ficticio de la serie Ben 10 y Ben 10: Ultimate Alien creada por Man of Action. Zombozo aparece por primera vez en el episodio La Última Risa (Ben 10) de la serie Ben 10.

## Historia

### Orígenes
Los Orígenes de Zombozo hasta el momento son desconocidos, incluso se ha llegado a dudar de que especie es, argumentándose que se parece a un vampiro o a un zombi. Debido a su carencia de poderes propios se asume que sería un humano de raza pura con un trastorno mental de querer alimentarse de alegría, lo que lo lleva de alguna forma lo lleva a abrir un circo ambulante en el cual se roba la alegría de los asistentes del circo y raptar a la gente con más alegría para "alimentarse en el camino".

### Ben 10
Por casualidades del destino el Circo de las Risas ambulante de Zombozo llega a la Ciudad que Ben y Su visitan en verano. Max y Gwen están de acuerdo en asistir al circo, pero Ben no (debido a su oculta coulrofobia). Una vez en el circo Ben aún mantiene su temor inconfeso, por lo que dentro del circo y con todos riendo Ben sale con la excusa de comprar algo. Ben descubre que los secuaces de Zombozo cometen crímenes fuera del circo. Sin poder retener a Ben (Bestia), Zombozo aparece y atemoriza a Ben. Una vez termina la función, el circo se marcha y las personas quedan moribundas entre risa y tristeza. Una vez que Ben llega se percata de que Zombozo roba la felicidad y de que ha raptado a Gwen, va al rescate junto a Max, pero Max se desmaya dejando solo a Ben. Ben tiene una pelea con los Fenómenos transformado en Ultra T y los vence, pero se destransforma antes de ir por Zombozo. Una vez dentro del circo Zombozo somete a ilusiones a Ben para atemorizarlo, pero este vence su miedo y lo enfrenta como Fantasmático dándole un susto que hace estallar al payaso. Este no aparece hasta dentro de seis años, lo probable es que estuviera internado en un centro psiquiátrico por el susto que lo hizo estallar.

### Ben 10: Ultimate Alien
Luego de su última Batalla con Ben, Zombozo se ha recuperado y ha juntado a un Gran grupo de villanos que están dispuestos a acabar con Ben, su equipo y su familia. Sin saberlo Ben, su abuelo Max estuvo combatiendo a la mayoría de este grupo (similar a Los 10 Negativos), pero no pudo más después de acabar con Seven Seven. Por lo que Ben y su equipo se encargan de evitar los ataques a la familia de Ben. Zombozo junto a Charmcaster y Vulkanus emboscan al Padre de Ben en el bosque, pero antes de que pudieran atacarlo, aparecen Ben, Gwen y Kevin para evitarlo. Una Vez la lucha termina, el equipo de Ben logra la victoria dejando al equipo de Zombozo fuera de batalla y huyen. Zombozo planea una emboscada para raptar a la Madre de Ben y lo logra a pesar de que Gwen intenta detenerlos. Así se lleva a la madre de Ben a un circo abandonado. Ben y el equipo se dirigen a este circo, pero se separan y encuentran a cada uno de los villanos por separado, Kevin acaba con Chamcaster, Ben acaba con Vulkaus y cuando ambos se reúnen se percatan de que Gwen debe haberse topado con Zombozo, este la tenía atada para que presenciara como tenía a la madre de Ben en una cuerda floja sobre fuego, pero bajo la presión y con mucha furia contra Zombozo, Gwen toma su forma Anodita y lo mata
- Datos: Q5404944